# Eumenes crimensis
Eumenes crimensis är en stekelart som beskrevs av Blüthgen 1938. Eumenes crimensis ingår i släktet krukmakargetingar, och familjen Eumenidae. Inga underarter finns listade i Catalogue of Life.